# I Left My Heart in San Francisco
I Left My Heart in San Francisco è un singolo del cantante Tony Bennett.

## Classifica
| Classifica (1962)   | Posizione più alta |
| ------------------- | ------------------ |
| Stati Uniti         | 19                 |
| Stati Uniti (Adult) | 7                  |
| Regno Unito         | 25                 |